# Domingo Soriano Arévalo
Domingo Soriano Arévalo o de Arébalo (Buenos Aires, Virreinato del Río de la Plata, 14 de diciembre de 1783 - Lobos, Buenos Aires, Confederación Argentina, 18 de febrero de 1834) fue un militar argentino, que participó en la guerra de independencia y las guerras civiles argentinas.

## Infancia y juventud
Domingo Soriano Arévalo era hijo de españoles, siendo sus padres Pedro Rodríguez de Arévalo y Ana María Fernández Valledor. Era el menor de catorce hermanos, que se vieron reducidos a siete tras la muerte de otros: Mariano, Narciso, Thomas Domingo, José Eusebio, Manuela Faustina, Thomas Antonio y él. El padre de los niños murió cuando Domingo Soriano Arévalo tenía cinco años de edad.
Arévalo nació en Buenos Aires el 14 de diciembre de 1783, cuando esta ciudad era la capital del Virreinato del Río de la Plata. Él y su hermano Thomas Domingo estuvieron al servicio de la Corona española, al igual que su padre, entre 1802 y 1804, año en que ingresaron a la Guardia del Fuerte de Luján, como parte de los Blandengues.
Participó en las Invasiones Inglesas de 1806 y 1807, y en 1809 fue subteniente del Batallón de Andaluces. Sin embargo, fue expulsado en agosto tras la Revolución de mayo de 1810 y debió ingresar al regimiento de los Dragones de la Patria, donde integró la Novena Compañía del Primer Escuadrón.

## En el Ejército del Norte
Se incorporó al Ejército del Norte, comandado por Antonio González Balcarce, como teniente del Regimiento de Dragones en Oruro, en enero de 1811. Tras la derrota de Huaqui, las tropas se dirigieron a San Salvador de Jujuy, ciudad en donde el 1 de diciembre Arévalo fue ascendido a ayudante mayor.
Luego de entrar al Tucumán, el regimiento intervino en el Combate de Las Piedras. Con el grado de capitán de caballería participó también de las batallas de Tucumán, Salta, Vilcapugio y Ayohuma.
Desde diciembre de 1813, como teniente coronel, se incorporó al Regimiento de Patricios, de infantería.
Posteriormente fue nombrado teniente de gobernador de la villa de Tarija. Abandonó esa ciudad después de la batalla de Sipe Sipe. Entre 1816 y 1818 fue el Jefe de Intendencia del Ejército del Norte, acantonado en forma permanente en San Miguel de Tucumán, además de ser edecán del general Manuel Belgrano. Se casó con Josefa Nicanora Laguna Lastra, cuando está tenía 13 años.  Josefa era sobrina del doctor Nicolás Laguna, y nieta de Francisca Bazán de Laguna, dueña de la casa de Tucumán, sede del Congreso de Tucumán donde el 9 de julio de 1816 se realizó la Declaración de independencia de la Argentina.
Cuando el grueso del Ejército marchó hacia el sur para enfrentar a los federales de la provincia de Santa Fe, Arévalo quedó al mando de las escasas fuerzas que quedaron en Tucumán; pretendió mantener el mismo rigor y disciplina que habían sido mantenidos hasta entonces por el general Belgrano. Pero no tenía el prestigio del general, y se ganó el odio de sus soldados y oficiales.

## La Anarquía de 1820
El 11 de noviembre de 1819, los oficiales del Ejército del Norte apoyaron a Bernabé Aráoz en la revolución que lo llevó al gobierno de su provincia, y arrestaron a Arévalo, al gobernador Feliciano de la Mota Botello y a Belgrano, que estaba allí convaleciente de sus enfermedades. Recobrada la libertad, regresó a Buenos Aires acompañando a Belgrano, que allí fallecería poco después.
Se instaló durante algún tiempo en San Isidro. Participó de los hechos de la "Anarquía del Año XX". Destinado al norte de la provincia de Buenos Aires, se unió a la campaña defensiva contra la invasión de Francisco Ramírez a Santa Fe en el año 1821, a órdenes del coronel Lamadrid, que fue derrotado en Coronda. Arévalo logró salvar su división y se unió a las fuerzas de Estanislao López; a sus órdenes participó de la victoria que obligó al Supremo Entrerriano a huir hacia Córdoba, donde encontraría la muerte.

## Luchas contra los indígenas bonaerenses y últimos años
Participó en las campañas contra los indígenas del sur de la provincia de Buenos Aires en la época de Martín Rodríguez, y fue uno de los jefes de la frontera sur bajo los gobiernos de Las Heras y Rivadavia. En octubre de 1823, el coronel Arévalo - partiendo del fuerte de Lobos - venció un poderoso malón en la Laguna del Arazá, cerca de la actual Castelli, con la ayuda de Juan Manuel de Rosas. El regimiento a su mando - los Blandengues de Frontera - se establecería más tarde como Regimiento 6 de Caballería de Línea.
Pasó a retiro en 1824 y adquirió una estancia en Lobos; se identificó con los unitarios y pasó a retiro militar al ascender al gobierno Manuel Dorrego. Al ser derrocado éste, Juan Lavalle le ofreció el comando general de la frontera, que no aceptó.
Falleció en 1834; sus restos descansan en la Iglesia Nuestra Señora del Carmen, de Lobos.